# Ion Gheorghe
Ion Gheorghe (Bucarest, 8 ottobre 1999) è un calciatore rumeno, centrocampista del Voluntari.

## Carriera

### Club
Ha giocato nella prima divisione rumena.

### Nazionale
Ha partecipato ai Giochi Olimpici di Tokyo.

## Palmarès

### Club

#### Competizioni nazionali
- Supercoppa di Romania: 2

Sepsi: 2022, 2023
- Coppa di Romania: 1

Sepsi: 2022-2023